# Kyriarchie
La kyriarchie est un concept sociologique décrivant un système social ou un ensemble de systèmes sociaux construits autour de la domination, de l'oppression et de la soumission. 
Le concept a été inventé par Elisabeth Schüssler Fiorenza en 1992 pour décrire sa théorie des systèmes de domination et de soumission interconnectés dans lesquels un individu peut être opprimé dans certaines situations et privilégié dans d'autres.
C'est une extension intersectionnelle du concept de patriarcat, allant par-delà le genre. 
La kyriarchie englobe le sexisme, le racisme, l'homophobie, le classisme, l'injustice économique, le postcolonialisme, le militarisme, l'ethnocentrisme, l'anthropocentrisme, le spécisme et d'autres formes de hiérarchies dominantes où la subordination d'une personne ou d'un groupe est institutionnalisée.

## Histoire
Le terme a été forgé dans le cadre de la théologie féministe anglo-saxonne blanche et des études religieuses entre les années 1970 et 1990 par Elisabeth Schüssler Fiorenza dans le livre But She Said: Feminist Practices of Biblical Interpretation, publié en 1992.

## Étymologie
Ce concept s'inspire du mot grec « κυριαρχία (kyriarchia) », utilisé pour désigner une souveraineté, c'est-à-dire le pouvoir de gouvernance exercé par un souverain. Ce mot, qui n'existait pas en grec ancien, venait de « κύριος (kyrios) », qui veut dire « seigneur » ou « maître », et de « ἄρχω (archō) », qui signifie « diriger », « gouverner ».

## Usage
Le terme a d'abord été développé à l'origine dans le contexte du discours théorique féministe, puis a été utilisé dans d'autres domaines de l'université comme un descripteur des systèmes de pouvoir non-genré, par opposition au patriarcat. Il est désormais parfois utilisé en dehors des contextes savants.